# Maison forte de Loëx
La maison-forte de Loëx, ou château de Loëx, est un ancien château devenu maison forte, se dresse sur la commune de Bonne, dans le département de la Haute-Savoie.

## Situation
La maison-forte de Loëx se situe sur une terrasse, en rive gauche de la Menoge.

## Historique

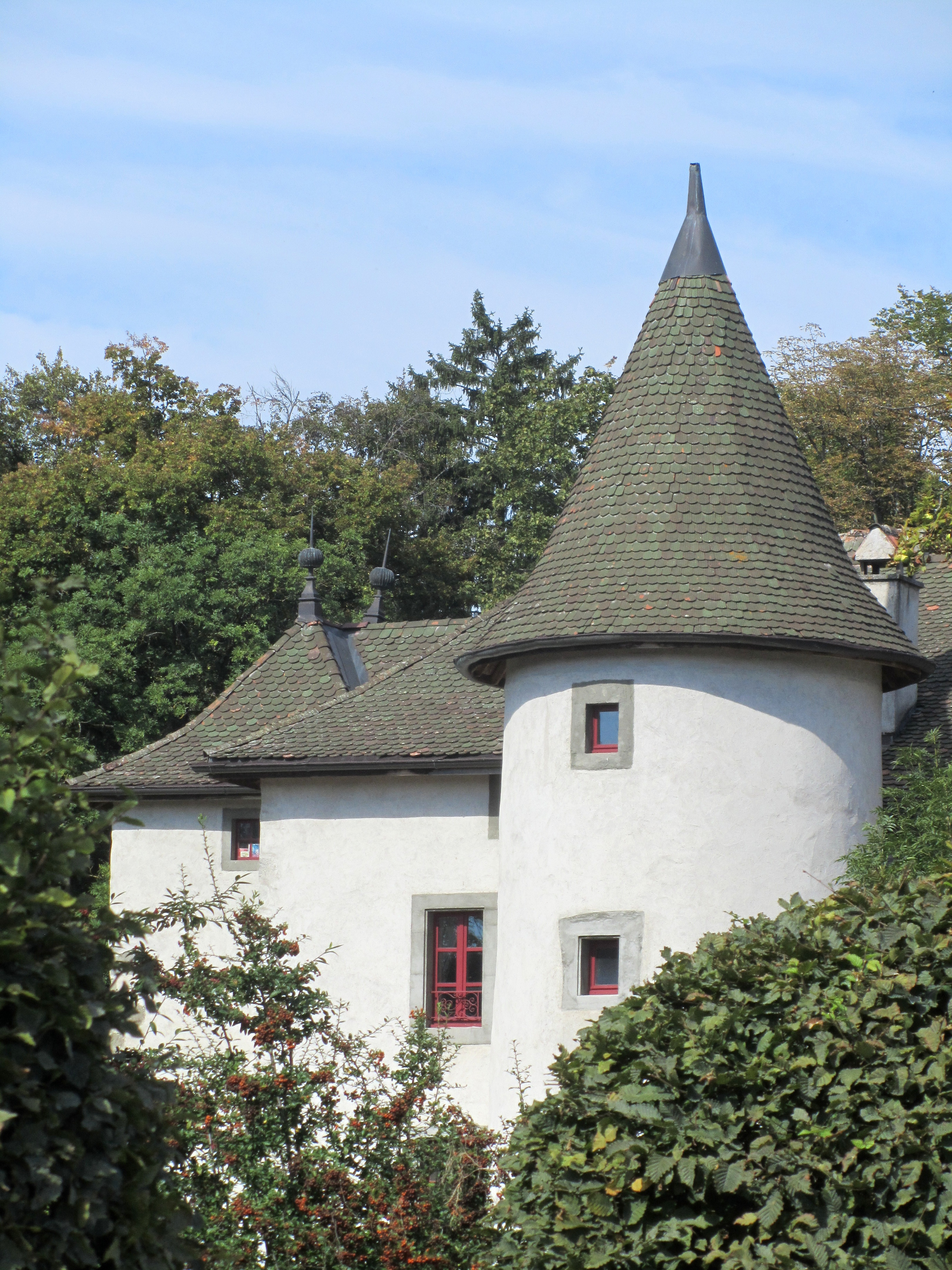
La tour ronde.

La maison forte de Loëx fut le centre de la seigneurie de la famille qui en porta le nom et qui en garda la possession jusqu'au XVe siècle. Il dépend à partir du XIVe siècle à la châtellenie de Bonne. La première mention de cette famille nous apparait au XIIIe siècle. Un Pierre de Loëx, époux de Jeanne de Ternier, chevalier, membre du conseil du comte Amédée VI ; fils de Hugues de Loëx, ce dernier prête hommage en 1276 pour des fiefs qu'il détient en Faucigny, est cité comme co-seigneur de la maison forte[réf. nécessaire].
Elle est vendue à Louis Machard, secrétaire du duc Charles Ier de Savoie, anobli en 1491[réf. nécessaire]. En 1561 Philibert de La Forest achète le fief ; il restera dans cette famille jusqu'en 1693, date à laquelle Janus/Jean Noyel de Bellegarde en fait l'acquisition[réf. nécessaire].
Au XVIIe siècle, Balthazard de Machard de Chassey, est en possession du « château ». La branche des Machard de Chassey le garderont jusqu'en 1813, avant d'échoir à la branche des Machard de Chillaz. 
Par héritage, il passe en 1827 au baron Alexandre Bouvier d'Yvoire, cette famille le gardera jusqu'en 1955, puis le vendront à monsieur Boudet.
Les deux pièces décorées de peintures murales situées au nord-ouest du premier étage du château ont été inscrites aux monument historique par arrêté du 22 juin 1993.

## Description
Il se compose de deux corps de logis en équerre, d'une tour ronde et d'une autre carrée.